# Flagge Algeriens
Die Flagge Algeriens (arabisch علم الجزائر, DMG ʿAlam al-Ǧazāʾir) wurde am 3. Juli 1962 angenommen. Sie besteht aus zwei gleich großen, vertikalen Streifen, links grün und rechts weiß. Im Zentrum der Flagge ist ein roter Halbmond und ein roter, fünfzackiger Stern dargestellt.

## Bedeutung
Weiß symbolisiert dabei Reinheit und die Farbe Grün den Islam. Die Mondsichel hat sich wie auch in vielen anderen Staaten mit mehrheitlich muslimischer Bevölkerung zusammen mit dem Stern als Zeichen des Islam etabliert, die Mondsichel in der algerischen Flagge ist jedoch etwas weiter geschlossen als in den Flaggen einiger anderer muslimischer Staaten.

Konstruktionsvorlage der Flagge
Seekriegsflagge

## Geschichte
Die Nationalflagge entspricht nahezu der Flagge der Front de Libération Nationale (FLN) in der Halbmond und Stern kleiner waren. Es gibt Vermutungen, dass die Flagge im 19. Jahrhundert von Abd el-Kader verwendet wurde, obwohl anderen Angaben zufolge Abd el-Kader unter einer weißen Flagge gekämpft haben soll. Wahrscheinlicher ist, dass die algerische Flagge 1928 von Messali Hadj entworfen wurde, angeblich nach dem Vorbild der Flagge der früheren Rif-Republik. Der algerische Biograph Achour Cheurfi vertritt dagegen die These, dass die algerische Flagge erst im April 1945 von Chadli El Mekki, Chawki Mostefai und Hocine Asselah konzipiert wurde. Die Front de Libération Nationale übernahm die Flagge 1954, und 1958 wurde die Flagge das Symbol der provisorischen Algerischen Republik.
Nominal war Algerien bis zur Eroberung durch Frankreich Teil des Osmanischen Reichs und führte dessen Flagge. Nach der Eroberung durch Frankreich wurde in Algerien die Flaggen Frankreichs verwendet – 1830 noch die Flagge des Königreichs, ab 1834 dann die Trikolore.

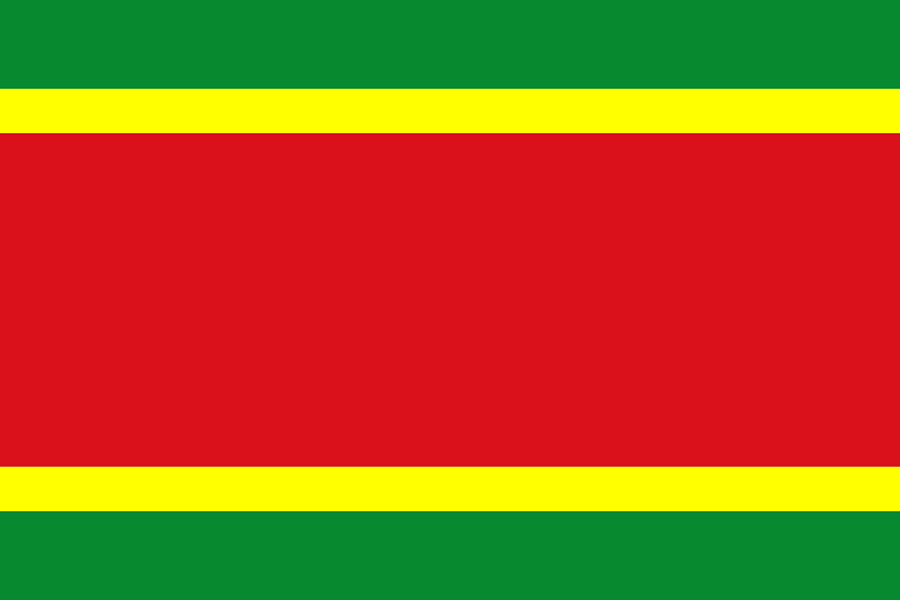
Algerische Marineflagge vor 1830
Marineflagge Französisch-Algeriens 1848–1910
Variante der Flagge der Exilregierung 1958–1962

## Politische Flaggen

Nationale Befreiungsfront (FLN)
Rassemblement pour la Culture et la Démocratie (RCD)
Parti communiste algérien (PCA)
Islamische Heilsfront (FIS)